# Tesfaye Eticha
Tesfaye Eticha (27 juni 1974) is een in Ethiopië geboren Zwitserse langeafstandsloper, die zich gespecialiseerd heeft in de marathon. Vanwege de politieke situatie in zijn land vluchtte hij in juli 1998 naar Zwitserland, waar hij sindsdien woont en waarvan hij sinds eind 2011 ook de nationaliteit bezit.

## Loopbaan
Eticha won zevenmaal de marathon van Lausanne en viermaal de Jungfrau Marathon. In 1992 werd hij met een tijd van 1:07.39 negende bij het wereldkampioenschap halve marathon voor junioren.
Eticha woont in Genève en traint daar ook bij een atletiekvereniging.

## Persoonlijke records
| Onderdeel | Prestatie | Datum           | Plaats   |
| --------- | --------- | --------------- | -------- |
| 3000 m    | 8.38,95   | 17 mei 2003     | Lausanne |
| marathon  | 2:10.05   | 26 oktober 2003 | Lausanne |

## Marathonoverwinningen
- marathon van Lausanne: 1998, 1999, 2000, 2001, 2002, 2003, 2005
- Jungfrau Marathon: 2002, 2004, 2005, 2006
- marathon van Genève: 2005, 2006, 2007, 2008
- marathon van Zürich: 2003, 2006
- marathon van Basel: 2005